# Саша 3%
«Саша 3 %» — політичний мем, що виник під час виборчої кампанії Президента Білорусі у 2020 році. Пов'язаний із нібито реальним рівнем підтримки Олександра Лукашенка в Білорусі.

## Розвиток подій
В кінці травня 2020 року, ще до заборони, популярні білоруські видання «Onliner.by» і «Tut.by», а також кілька інших «Telegram»-каналів провели кілька онлайн-опитувань. За результатами опитування Лукашенко набрав лише 3 %.
Напередодні проведення білоруських президентських виборів у серпні 2020 року в країні було заборонено проведення соцопитування щодо рейтингу політиків.
Із мемом «Саша 3 %» почали друкувати на футболках, плакатах і як хеш-тег у соцмережах. Іноді цей мем комбінують із іншими, наприклад, до процентів додають вуса — натяк на те, що Лукашенко носить вуса.
У червні з'явилися інші варіанти: «Уходи 3 %» та «ПСІХО3%». Працівники міліції та лікарі почали фотографуватися із символом «3 %» і викладати в мережу. Деякі магазини, АЗС пропонували знижку у 3 %, натякаючи на рейтинг президента.
Мем широко застосовувався під час протестів у 2020 році.
25 липня 2022 року суд у Мінську визнав екстремістськими матеріалами стікери, пов'язані з мемом.

## Реакція Лукашенка
Лукашенко в одному із інтерв'ю прохав не називати його «тарганом» і «Саша 3 %». Він заявляв, що рейтинг президента не може бути таким низьким і прохав не називати його різними кличками, оскільки він сам нікого не ображав.